# Народни уметнички музеј Украјине
50° 26′ 58″ N 30° 31′ 52″ E / 50.44944° С; 30.53111° И
Народни уметнички музеј Украјине (укр. Національний Художній Музей України) јесте музеј посвећен украјинској уметности, и налази се у Кијеву, у Украјини.

## Историја
Музеј је основан захваљујући активностима украјинских интелектуалаца крајем 19. века као први бесплатни музеј у Кијеву.
Зграда музеја је изграђена по пројекту московског архитекте Петра Бојцова у неокласичном стилу. Овај пројекат је ажурирао и имплементирао пољски архитекта Владислав Хородецки. Скулптуралну декорацију главне фасаде урадио је Елио Сала.
Прва изложба поводом XI Све-руске археолошке конференције одржана је у недовршеној згради Кијевског градског музеја антике и уметности у августу 1899. Званично отварање и освећење установе под називом Суверени цар Николај Александрович (Николај II) - кијевски уметничко-индустријски и научни музеј - одржано је 30. децембра 1904. године.
Године 1919. након национализације музеј је назван Први државни, од 1924. – Све-украјински историјски музеј Тараса Шевченка, од 1936. – Државни украјински музеј, од 1939. – Државни музеј украјинске уметности. Током немачке окупације Кијева 1942. године музеј је интегрисан са руском уметничком колекцијом под заједничким називом Државни музеј источноевропске уметности, 1944. године обновљен је претходни статус музеја. Промене назива музеја одражавале су компликоване животне процесе у земљи и одређене фазе рестаурације украјинског музејског рада. На пример, промена назива показује промене у профилу музејске збирке и издвајање појединих делова ове збирке за оснивање других кијевских музеја.
Последње име ове институције, Народни уметнички музеј Украјине, настало је 1994. године у независној украјинској држави и музеј је доказао највиши музејски статус као водећа збирка украјинске уметности, која и данас остаје духовна ризница земље, њен понос и богатство.

## Архитектура главне зграде
Музеј се налази у згради коју је 1898. године саградио архитекта Владислав Хородецки за Музеј града Кијева. То је у ствари био римејк талентованог московског архитекте Петра Бојцова који није добио владину дозволу. Зграда је првобитно замишљена као музеј за локално друштво мецена и љубитеља антике. Фасада зграде преноси форму неокласичне архитектуре – прецизну репродукцију трема дорског реда са шест стубова са антаблатуром, триглифима, метопама и фризом који представљају Тријумф уметности. Архитектонску композицију са фигурама грифона и великим бетонским лавовима на врху степеница креирао је италијански вајар Емилио Сала. На изградњу зграде утрошено је 249.000 рубаља, а само 100.000 је платила влада Руске империје. Још 108.000 рубаља платила је породица Терешченко која је такође створила Музеј западне и оријенталне уметности у Кијеву. У почетку, на првом спрату је била смештена изложба руског археолога Викентија Хвојке који се доселио у Кијев из Краљевине Чешке. Музеј је званично отворен непосредно пре Божића 23. децембра 1904. као Кијевски музеј индустријске уметности и науке цара Николаја II. Први директор музеја постао је Никола Биљашивски.

## Збирке
Народни уметнички музеј Украјине има најрепрезентативнију колекцију украјинске фигуративне уметности на свету. Збирка музеја броји скоро 40 хиљада експоната, међу којима су заступљена ремек дела украјинског сликарства, скулптуре и графике од Кијевске Русије до данас.
Музеј поседује једну од најбољих украјинских колекција икона коју отвара ретки предмет 12. века – полихромни дрвени рељеф „Свети Георгије са хагиографијом“ византијског порекла. Средњи век је представљен класичним примерима иконописа 14–16. века из западне Украјине, укључујући и јединствене антиквитете попут Пресвете Богородице „Одигитрије“ Волињске, Светог Георгија који убија аждају и Страдања Христовог из Халичке области (Галиција).
Збирка украјинске барокне уметности је изузетна по својој вредности. Овде се могу наћи невероватни примери украјинских барокних икона као што су Покров са портретом Богдана Хмељницког (прва половина 18. века, Кијевска област), парне иконе Великомученице Анастасије и Јулијаније, Варваре и Катарине (18. век, Северна лева обала), иконе из радионица Кијево-печерске лавре. Иконостас из села Березна (Черниговска област, 1860-те) је врхунац збирке.
Утисак овог дивног доба појачава збирка украјинских портрета из 18. века који представљају први световни жанр у украјинском сликарству. Збирка народних слика "Козак бандурист" једна је од највећих у музеју и проширује секуларну уметност барокног периода у Украјини.
Доба уметности 19. века, када је Санктпетербуршка Академија уметности била покретач тренда, отварају дела чувених украјинских портретиста, који су своје животе повезали са престоницом Руске империје – Дмитром Левицким и Владимиром Боровиковским. Тарас Шевченко, сликар, заузима посебно место у историји украјинске уметности. Мала збирка сликарских и графичких дела Шевченка даје визију његовог изузетног талента и показује нове демократске тенденције у украјинској фигуративној уметности, које настављају уметници следеће генерације. Монографска збирка радова Миколе Пимоненка представља следећу фазу развоја украјинске сликарске традиције која се састојала у повећању жанровске тематике и трансформацији сликарског начина од реализма до импресионизма. На изложби је представљена сликарска школа Одесе коју је водио Киријак Костанди. Утисак о развоју украјинске уметности проширују класични портрети (радови Х. Васка, А. Мокрицког, О. Рокачевског) и пејзажне слике (радови В. Штернберга, В. Орловског, С. Свитославског, С. Василкивског). Најзанимљивија је монографска збирка Олександра Мурашка, реформатора уметности који је деловао почетком 20. века.
Живописно и оригинално наслеђе украјинске авангарде представљено у музеју показују дела светски познатог вајара Олександра Архипенка, Олександре Екстер, Олексе Хришченка, Олександра Бохомазова и Виктора Палмова. Јединствени тренд у украјинској уметности 1910-1930-их (назван по свом водећем уметнику, Михаилу Бојчуку) „бојчукизам“ представљен је у једној од изложбених сала. Бојчукисти су у совјетској епохи били уврштени на листу репресивних и забрањених сликара и тек данас је њихова уметност нашла одговарајуће место у музејској експозицији. Уметност тоталитарног доба, упркос драматичним историјским колизијама, изнедрила је галаксију креативних појединаца. Имена Федира Кричевског, Анатола Петрицког, Тетјане Јаблонске, Сергија Грихорјева и Миколе Хлушченка уписана су у златну књигу украјинске историје уметности. Посебну пажњу и жељу за истраживањем изазива збирка графике и скулптуре 20. века.
Музејска збирка је још увек у формирању, а овде своје место налазе трендови савремених дела с краја 20. – почетка 21. века.

## Издања
Коришћење информативног простора за промоцију украјинске уметничке културе важан је циљ Народног уметничког музеја Украјине.
Упркос недостатку сопствених штампарских ресурса, Музеј постепено успоставља и издавање сопствених штампарских производа.
Издавачки програм Народног музеја уметности Украјине има следеће токове:
- Популаризација ретроспективне музејске збирке украјинске уметности;
- Научно-монографске и само-монографске публикације истакнутих украјинских ликовних личности;
- Научни каталози за велике изложбе Народног уметничког музеја Украјине;
- Часопис "Музејски провулок".[3]

Објављивање уметничког албума „Народни уметнички музеј Украјине” значајног обима и садржаја (Издавачка кућа „Артанија Нова”) постало је значајан музејски догађај 2003. године. Овај албум је први корак на овом дугом путу. Обухватајући велики обим информација о прошлом и данашњем музеју и његовим збиркама, овај албум по први пут представља историју украјинске уметности на овај значајан начин. То је резултат труда неколико научних генерација.
2004 – издате следеће публикације
- „Украјинско сликарство 19. – почетка 20. века“
- „Украјински иконопис 12. – раног 19. века“
- "Серхиј Василковски"

Од маја 2004 – у фокусу пажње био
- Часопис "Музејски провулок".

2005 – објављено
- монографски албум "Олександр Мурашко"

2006 – издато
- „Украјинско сликарство 20. – раног 21. века“
- "Украјински портрет 17-18. века"
- Монографије "М.Пимоненко, В.Орловскии"
- "С.Свитославски"
- "Украјински модернизам"
- 6. број часописа "Музејски провулок".

2007– 2008 – објављено
- 7, 8. и 9. број часописа „Музејски провулок“ (Музејска улица) [3]

## Актуелна изложба
Данас музеј наставља да шири своју колекцију. Неки нови додаци укључују јединствени рељеф иконе Светог Ђорђа и дела међународног пионира геометријске апстрактне уметности, рођеног у Кијеву, Казимира Маљевича.
Актуелна изложба обухвата преко 20 хиљада комада. Међу многима су дела сада светски познатог конструктивисте Василија Јермилова и кубо-футуристе Александра Богомазова. Украјинску страну представљају радови познатих украјинских и руских уметника као што су Давид Бурлијук, Олександра Екстер, Вадим Мелер, Климент Редко, Соломон Никритин, Виктор Палмов, Марија Сињакова, Михаил Бојчук, Никола Пимоненко, Иља Штилман и многи други.
У музеју је 26. априла 2014. године изложена уметност преузета из куће бившег председника Виктора Јануковича.
Сада Музеј сакупља незванична уметничка дела тоталитарног периода — "Украјинско подземље" од краја 1950. до 1991. године, уметничка дела Феодосија Тетјанича, Миколе Трехуба, Вудона Баклицког, Олене Голуб и других.

## Галерија
- Свети Ђорђе, 12. век
- Покров, 12-13. век
- Страдање Исусово, 16. век
- Олександра Екстер, Три женске фигуре. 1909-1910. Уље на платну.
- Сергеј Василковски, Козаци у степи, Уље на платну, 1900-их.
- Абрахам Манијевич, Аутопортрет
- Олександр Мурашко, Сељаци
- Василиј Тропинин, Украјинац
- Ваведење Христово у храму, 1729
- Грихориј Дјадченко, Портрет девојке, 1892